# جميل عز الدين
جميل عز الدين (15 يناير 1928 - 18 فبراير 1980) هو ممثل مصري.

## حياته ونشأته ومسيرته
ظهر مع الموسيقار فريد الأطرش في فيلم الخروج من الجنه وشارك في العديد من الأفلام في السينما المصرية اشتهر بدور الخواجه وله العديد من الأفلام والمسرحيات مثل فيلم أنا وهو وهي، وفيلم الرجل الثانى كان استاذ في المعهد العالى للتمثيل وقبل وفاته كان وكيل وزارة الثقافة.

## [4]أعماله[5]

### مسلسلات
- حكاية الدكتور مسعود 1983 - مسلسل
- سباق الثعالب 1981 - مسلسل
- كف القدر 1980 - مسلسل
- غريب في المدينة 1979 - مسلسل (سكرتير وزير الداخلية)
- بستان الشوك 1978 - مسلسل
- عودة الروح 1977 - مسلسل (كازولي)
- لا شيء يهم 1977 - مسلسل
- أفواه وأرانب 1976 - مسلسل - اذاعي
- السهول البيض 1975 - مسلسل
- أم كلثوم 1975 - مسلسل - اذاعي
- الحواجز الزجاجية 1974 - مسلسل
- القضبان 1974 - مسلسل
- عندما يشتعل الرماد 1973 - مسلسل
- المتهمة 1972 - مسلسل
- الناس يضربون عنتر 1967 - مسلسل
- رجال فوق الصخور 1967 - مسلسل
- حكاية مصرية/حسن طوبار 1969 - برنامج
- المنتصرون 1965 - مسلسل
- بسطاويسي مسافر ليه - مسلسل - اذاعي
- بيت سيء السمعة - سهرة تليفزيونية
- ثومة - مسلسل - اذاعي
- جريمة في الإكسبريس - مسلسل - اذاعي
- رحلة عمر - مسلسل - اذاعي

### سري جداً 1977 - فيلم
- ومضى قطار العمر 1975 - فيلم (نادل)
- أبناء للبيع 1973 - فيلم
- أبو ربيع 1973 - فيلم (الخواجه يني)
- الأصابع الثلاثة 1973 - فيلم - قصير
- رجل زائد عن الحاجة 1972 - فيلم
- المتعة والعذاب 1971 - فيلم (الجواهرجى)
- المرايه 1970 - فيلم
- عريس بنت الوزير 1970 - فيلم (موظف إستقبال فندق شبرد)
- من عظماء الإسلام 1970 - فيلم
- ٧ أيام في الجنة 1969 - فيلم (على عبد العال)
- قنديل أم هاشم 1968 - فيلم (العسكرى الإنجليزى )
- أخطر رجل في العالم 1967 - فيلم (السكران)
- الخروج من الجنة 1967 - فيلم
- ثمن الحرية 1967 - فيلم (كابتن وليامز - ضابط بريطاني)
- معبودة الجماهير 1967 - فيلم (المرابى اليهودى)
- نورا 1967 - فيلم (بائع الملابس)
- سيد درويش 1966 - فيلم
- الجبل 1965 - فيلم
- زوج في إجازة 1964 - فيلم (يسرى)
- فتاة شاذة 1964 - فيلم
- الحب كده 1961 - فيلم
- نهر الحب 1960 - فيلم
- الرجل الثاني 1959 - فيلم (أكرم سكر)
- أنا حرة 1959 - فيلم
- جميلة 1958 - فيلم
- من القاتل؟ 1956 - فيلم مجدي عبداللطيف)

### نرجس 1975 - مسرحية
- لوكاندة الفردوس 1964 - مسرحية
- أصل وصورة 1963 - مسرحية (نادل)
- أنا وهو وهي 1963 - مسرحية
- جلفدان هانم 1962 - مسرحية
- سيدتي الجميلة 1969 - مسرحية
- معروف الإسكافي 1966 - مسرحية (السلطان)
- أنا فين وانتي فين 1965 - مسرحية (الوكيل)